# Rhinecanthus lunula
Rhinecanthus lunula es una especie de peces de la familia Balistidae en el orden de los Tetraodontiformes.

## Morfología
Pueden llegar alcanzar los 28 cm de longitud total.

## Distribución geográfica
Se encuentra en las  costas del Océano Pacífico (desde Queensland hasta Pitcairn ).